# Блокування Meta в Росії
Блокування Meta в Росії — процес блокування доступу та подальшої заборони соціальних мереж компанії Meta в Російській Федерації через дозвіл користувачам Facebook та Instagram бажати смерти президенту Росії Володимиру Путіну та самопроголошеному президенту Білорусі Олександру Лукашенку, а також закликати до насильства над російськими військовослужбовцями, які беруть участь у російському вторгненню в Україну під час російсько-української війни.

## Суть конфлікту
11 березня 2022 року Енді Стоун, представник американської компанії Meta, що володіє соціальними мережами Facebook і Instagram, а також месенджером WhatsApp, на своєму акаунті в Твіттер заявив про те, що компанія тимчасово дозволила бажати смерті президентам Росії та Білорусі Володимиру Путіну та Олександру Лукашенку, також заклики до насильства над російськими військовими, які беруть участь у російському вторгненні в Україну.

## Хронологія
11 березня 2022 року британське видання Reuters з посиланням на свої джерела повідомило, що компанія Meta тимчасово дозволить у своїх соцмережах Instagram і Facebook бажати смерті лідерам Росії та Білорусі, а також закликати до насильства над російськими військовими, які мають безпосереднє відношення до вторгнення Росії в Україну. Через деякий час після появи цих даних, Роскомнагляд вимагає від компанії підтвердити або спростувати інформацію.
Того ж дня, офіційний представник компанії Meta Енді Стоун на своєму акаунті в Твіттер підтвердив дані, що з'явилися в ЗМІ. Тепер бажати смерті можна було лише російському та білоруському лідерам та в контексті вторгнення Росії в Україну. Робити це стало дозволено в ряді країн (Росії, Білорусі, Україні, Вірменії, Азербайджані, Естонії, Грузії, Угорщині, Латвії, Литві, Польщі, Румунії та Словаччині).
Через нетривалий час прес-служба Роскомнагляду оголосила про початок блокування доступу до соціальних мереж компанії Meta на вимогу прокуратури Російської Федерації. Після цього в РКН уточнили, що повністю доступ до Instagram заблокують опівночі, 14 березня, оскільки, за словами представників, активним користувачам потрібен час для перенесення своїх матеріалів до інших соціальних мереж.
У той же день Слідком Росії порушив проти Meta кримінальну справу за двома статтями.
14 березня 2022 року віце-президент Meta Нік Клегг повідомив про повернення заборони на побажання смерті президентам і заявив, що компанія виступає проти русофобії. Однак, незважаючи на зміну позиції в керівництві компанії Meta, у російських регіонах, а потім і в Москві, опівночі за місцевим часом, доступ до Instagram зник. Соцмережа все одно заблокували. Також 14 березня, Роскомнагляд вніс Instagram в реєстр заборонених сайтів.

## Заборона діяльности в Російській Федерації
21 березня 2022 року Тверський районний суд Москви підтримав позов Генпрокуратури Росії, підтриманий Роскомнаглядом та ФСБ, і визнав компанію Meta екстремістською організацією та заборонив її діяльність на території Росії. Суддя Ольга Солопова заявила, що це рішення не поширюється на WhatsApp, оскільки він є месенджером, а не соціальною мережею.

На засіданні суду прокурор заявив, що «діяльність Meta в Росії має бути припинена, оскільки під виглядом комерційної діяльности компанія поширює заклики до насильства щодо громадян, порушує їхні права та несе загрозу конституційному ладу». Він заявив:

Meta фактично легалізувала мову ненависті на своїй платформі і має особливу позицію, яка стоїть вище за закон і допустимі норми. Meta створює для користувачів альтернативну реальність, де є агресія до росіян, а компанія, по суті, стає політичним інструментом на користь країни свого походження.

Незважаючи на визнання екстремістської компанії, люди, які продовжили користуватися цими соцмережами, не понесуть жодної відповідальности.

Першим на повідомлення про зміну політики компанії Meta відреагував губернатор Ульяновської області Олексій Руських. Він закликав росіян ігнорувати «недружні» соцмережі та заявив:

Насправді маски скинуті. Пропагандистська риторика Заходу досягла свого апогею. Це відверта ненависть до всіх росіян, яка не піддається жодному розумінню та виправданню. У зв'язку з цим я як Губернатор російського регіону, як громадянин Росії, не можу собі дозволити залишатися користувачем ворожих соціальних мереж. І закликаю всіх вас наслідувати мій приклад.

Після підтвердження новин про дозвіл у Instagram і Facebook бажати смерті глав двох держав та російським військовим, губернатори російських регіонів масово почали йти з соцмереж Meta, роблячи це публічно. 11 березня Instagram, крім Російських, покинули: губернатор Мурманської області Андрій Чибіс, губернатор Новосибірської області Андрій Травніков, губернатор Рязанської області Микола Любимов, губернатор Курської області Роман Старовойт та мер Курська Ігор Куцак.